# Ямалеев, Памир Камалетдинович
Пами́р Камалетди́нович Ямале́ев (26 мая 1942, д. Ташаулово, Салаватский район, БАССР — 27 марта 1999, Уфа) — советский российский биатлонист, тренер. Заслуженный тренер России (1994), мастер спорта (1969) по биатлону.

## Биография
Образование высшее: Ленинградский институт физической культуры им. П. Ф. Лесгафта (1976).
Среди учеников: Павел Муслимов, Любовь Дюпина (2-кратная чемпионка СССР), Альберт Сафаров.
С 1974 тренер спортклуба им. Н. Ф. Гастелло, одновременно с 1986 — СДЮСШОР по биатлону и старший тренер сборной команды РБ.
Скончался от рака.
В Уфе c 2002 ежегодно проводят Всероссийские открытые соревнования «На призы Памира Ямалеева», посвященные памяти тренера Памира Ямалеева (Всероссийские соревнования по биатлону памяти Памира Ямалеева).